# 無人機探空
無人機探空（英語：Aerosonde) 是一款小型無人航空載具，主要於海洋和偏遠地區收集天氣數據，包括溫度、氣壓、濕度和風速等測量。Aerosonde由Insitu開發，並由Aerosonde Ltd(AAI公司 的戰略業務部門)製造。Aerosonde配備了一具經過改裝的Enya R120模型飛機引擎，機上搭載了小型電腦、氣象儀器以及GPS接收器。美國武裝部隊也使用這款無人機進行情報、監視和偵察任務。

## 發展
1998年8月21日，一架名為拉伊瑪的Phase 1 Aerosonde無人機完成了一次2,031英里（3,269）的橫跨大西洋飛行。這是無人機首次跨越大西洋；也是當時跨越大西洋的最小飛行器（後來這一紀錄被巴茨農場精神號打破）。由於沒有起落架，拉伊瑪從一輛移動汽車的車頂架上起飛，從加拿大紐芬蘭飛至蘇格蘭外海的本貝丘拉島，歷時26小時45分鐘，途中經歷了惡劣的風暴天氣，使用了大約1.5美制加侖（1.25英制加侖或5.7升）的汽油。除了起飛和降落外，其餘飛行過程是自動操作，沒有外部控制，飛行高度為5,500英尺（1,680）。
Aerosonde無人機還是首款進入熱帶氣旋內部的無人飛行器，首次任務是在2001年進行，隨後於2005年多次進入颶風眼。
2012年3月5日，美國特種作戰司令部授予AAI公司合同，為其「中等續航無人機系統 II」計劃提供Aerosonde-G。這款無人機通過彈射器發射，根據引擎類型的不同，起飛重量為34.1或36（75或79磅） ，續航時間超過10小時，並配備了電光/紅外傳感器和激光指示器載荷。Aerosonde被特種作戰司令部和美國海軍航空系統司令部採用，代號為MQ-19。Aerosonde的系統包括四架無人機和兩個地面控制站，這些設備可安裝在帳篷內或根據需要適配到大多數車輛中。系統還可以包括遠程視頻終端，用戶可通過平板設備上傳新的導航航點和傳感器指令，並接收來自無人機的傳感器圖像和視頻。Aerosonde最初存在引擎可靠性問題，但德事隆表示已解決了這些問題。
截至2015年11月，德事隆系統公司共在八至九個國家為其用戶運行Aerosonde系統，用戶除了美國海軍陸戰隊、美國空軍和特種作戰司令部，還有石油和天然氣行業的商業用戶。與其購買硬件，客戶只需支付「傳感器小時」的服務費，公司則根據需求決定生產多少飛機來滿足要求。每月執行的有償服務時間達到4,000小時，Aerosonde的累計飛行時間已超過110,000小時。

## 外部連結
- Aerosonde Pty Ltd. web site （页面存档备份，存于）